# Abigail Tere-Apisah
Abigail Agivanagi Tere-Apisah (ur. 13 lipca 1992 w Port Moresby) – papuańska tenisistka, reprezentantka kraju w rozgrywkach Pucharu Federacji. Jej siostra Marcia i siostrzenice Violet i Patricia są również tenisistami.

## Kariera tenisowa
W rozgrywkach zawodowych zadebiutowała w marcu 2011 roku, w turnieju rangi ITF w amerykańskim Rock Hill, gdzie przegrała w drugiej rundzie kwalifikacji z amerykańską tenisistką Whitney Jones 3:6, 6:3, 2:6.
Na swoim koncie ma jeden wygrany turniej w grze pojedynczej i sześć w grze podwójnej rangi ITF.

## Wygrane turnieje rangi ITF
| turnieje z pulą nagród 100 000 $   |
| turnieje z pulą nagród 75/80 000 $ |
| turnieje z pulą nagród 50/60 000 $ |
| turnieje z pulą nagród 25 000 $    |
| turnieje z pulą nagród 15 000 $    |
| turnieje z pulą nagród 10 000 $    |

### Gra pojedyncza
|    | Data       | Turniej  | ($)    | Naw.   | Finalistka        | Wynik    |
| 1. | 19/05/2019 | Singapur | 25 000 | twarda | Walerija Sawinych | 6:3, 6:2 |

### Gra podwójna
|    | Data       | Turniej       | Naw.    | Partnerka          | Przeciwniczki                   | Wynik             |
| 1. | 30/09/2016 | Brisbane      | Twarda  | Naiktha Bains      | Julja Gluszko Liu Fangzhou      | 6:7(4), 6:2, 10-3 |
| 2. | 10/06/2017 | Bethany Beach | Ceglana | Sabrina Santamaria | Sophie Chang Alexandra Mueller  | 6:4, 6:0          |
| 3. | 22/09/2017 | Penrith       | Twarda  | Naiktha Bains      | Tammi Patterson Olivia Rogowska | 6:3, 6:0          |
| 4. | 29/09/2017 | Brisbane      | Twarda  | Naiktha Bains      | Jennifer Elie Erika Sema        | 6:4, 6:1          |
| 5. | 13/10/2017 | Cairns        | Twarda  | Naiktha Bains      | Astra Sharma Belinda Woolcock   | 4:6, 6:2, 10-6    |
| 6. | 02/06/2019 | Hongkong      | Twarda  | Junri Namigata     | Erina Hayashi Momoko Kobori     | 6:3, 2:6, 10-6    |

## Puchar Federacji

### Gra pojedyncza
| Rok  | Runda                          | Data i miejsce                                    | Przeciwnik             | Nawierzchnia  | Rywal                      | Zwycięstwo/Porażka | Rezultat         |
| ---- | ------------------------------ | ------------------------------------------------- | ---------------------- | ------------- | -------------------------- | ------------------ | ---------------- |
| 2015 | Azja/Oceania Grupa II          | 14 kwietnia – 17 kwietnia 2015 Hajdarabad, Indie  | Sri Lanka (3:0)        | Twarda (hala) | Medhira Samarasinghe       | Zwycięstwo         | 6:0, 6:3         |
| 2015 | Azja/Oceania Grupa II          | 14 kwietnia – 17 kwietnia 2015 Hajdarabad, Indie  | Indonezja (0:3)        | Twarda (hala) | Lavinia Tananta            | Porażka            | 6:2, 1:6, 3:6    |
| 2015 | Azja/Oceania grupa II Play-off | 14 kwietnia – 17 kwietnia 2015 Hajdarabad, Indie  | Singapur (3:0)         | Twarda (hala) | Angeline Devi Devanthiran  | Zwycięstwo         | 6:0, 6:3         |
| 2016 | Azja/Oceania Grupa II          | 11 kwietnia – 15 kwietnia 2015 Hua Hin, Tajlandia | Hongkong (1:2)         | Twarda        | Ng Man-ying                | Zwycięstwo         | 2:6, 6:1, 7:5    |
| 2016 | Azja/Oceania Grupa II          | 11 kwietnia – 15 kwietnia 2015 Hua Hin, Tajlandia | Iran (3:0)             | Twarda        | Sadaf Sadeghvaziri         | Zwycięstwo         | 6:1, 6:1         |
| 2016 | Azja/Oceania Grupa II          | 11 kwietnia – 15 kwietnia 2015 Hua Hin, Tajlandia | Filipiny (1:2)         | Twarda        | Anna Clarice Patrimonio    | Zwycięstwo         | 6:1, 6:0         |
| 2017 | Azja/Oceania Grupa II          | 18 lipca – 23 lipca 2017 Duszanbe, Tadżykistan    | Iran (3:0)             | Twarda        | Sara Amiri                 | Zwycięstwo         | 6:3, 6:0         |
| 2017 | Azja/Oceania Grupa II          | 18 lipca – 23 lipca 2017 Duszanbe, Tadżykistan    | Hongkong (0:3)         | Twarda        | Zhang Ling                 | Porażka            | 4:6, 4:6         |
| 2017 | Azja/Oceania grupa II Play-off | 18 lipca – 23 lipca 2017 Duszanbe, Tadżykistan    | Singapur (3:0)         | Twarda        | Y-kit Nicole Tan           | Zwycięstwo         | 6:7(5), 6:0, 6:0 |
| 2018 | Azja/Oceania Grupa II          | 6 lutego – 10 lutego 2018 Madinat Isa, Bahrajn    | Oman (3:0)             | Twarda        | Fatima an-Nabhani          | Zwycięstwo         | 7:6(4), 7:5      |
| 2018 | Azja/Oceania Grupa II          | 6 lutego – 10 lutego 2018 Madinat Isa, Bahrajn    | Malezja (3:0)          | Twarda        | Suhana Sofia Mohd Adam Das | Zwycięstwo         | 6:2, 6:0         |
| 2018 | Azja/Oceania grupa II Play-off | 6 lutego – 10 lutego 2018 Madinat Isa, Bahrajn    | Singapur (2:1)         | Twarda        | Stefanie Tan               | Zwycięstwo         | 2:6, 6:2, 6:4    |
| 2019 | Azja/Oceania Grupa I           | 6 lutego – 9 lutego 2019 Nur-Sułtan, Kazachstan   | Chiny (0:3)            | Twarda (hala) | Zhang Shuai                | Porażka            | 1:6, 2:6         |
| 2019 | Azja/Oceania Grupa I           | 6 lutego – 9 lutego 2019 Nur-Sułtan, Kazachstan   | Indonezja (0:3)        | Twarda (hala) | Beatrice Gumulya           | Porażka            | 4:6, 6:2, 4:6    |
| 2019 | Azja/Oceania Grupa I           | 6 lutego – 9 lutego 2019 Nur-Sułtan, Kazachstan   | Korea Południowa (0:3) | Twarda (hala) | Han Na-lae                 | Porażka            | 1:6, 7:5, 3:6    |

### Gra podwójna
| Rok  | Runda                          | Data i miejsce                                    | Przeciwnik      | Nawierzchnia  | Partnerka         | Rywalki                                      | Zwycięstwo/Porażka | Rezultat      |
| ---- | ------------------------------ | ------------------------------------------------- | --------------- | ------------- | ----------------- | -------------------------------------------- | ------------------ | ------------- |
| 2015 | Azja/Oceania Grupa II          | 14 kwietnia – 17 kwietnia 2015 Hajdarabad, Indie  | Indonezja (0:3) | Twarda (hala) | Brittany Teei     | Ayu Fani Damayanti Lavinia Tananta           | Porażka            | 0:6, 2:6      |
| 2015 | Azja/Oceania grupa II Play-off | 14 kwietnia – 17 kwietnia 2015 Hajdarabad, Indie  | Singapur (3:0)  | Twarda (hala) | Brittany Teei     | Wl Joanne Koh Sarah Pang                     | Zwycięstwo         | 6:0, 6:3      |
| 2016 | Azja/Oceania Grupa II          | 11 kwietnia – 15 kwietnia 2015 Hua Hin, Tajlandia | Hongkong (1:2)  | Twarda        | Steffi Carruthers | Sher Chun-wing Zhang Ling                    | Porażka            | 3:6, 2:6      |
| 2016 | Azja/Oceania Grupa II          | 11 kwietnia – 15 kwietnia 2015 Hua Hin, Tajlandia | Filipiny (1:2)  | Twarda        | Steffi Carruthers | Khim Iglupas Katharina Lehnert               | Porażka            | 4:6, 3:6      |
| 2018 | Azja/Oceania Grupa II          | 6 lutego – 10 lutego 2018 Madinat Isa, Bahrajn    | Iran (3:0)      | Twarda        | Steffi Carruthers | Shahrzad Banisaeid Kimia Rahmani             | Zwycięstwo         | 6:0, 6:0      |
| 2018 | Azja/Oceania Grupa II          | 6 lutego – 10 lutego 2018 Madinat Isa, Bahrajn    | Oman (3:0)      | Twarda        | Steffi Carruthers | Maryam Al Balushi Aisha Al-Suleimani         | Zwycięstwo         | 6:0, 6:1      |
| 2018 | Azja/Oceania Grupa II          | 6 lutego – 10 lutego 2018 Madinat Isa, Bahrajn    | Malezja (3:0)   | Twarda        | Steffi Carruthers | Jawairiah Noordin Suhana Sofia Mohd Adam Das | Zwycięstwo         | 6:4, 6:2      |
| 2018 | Azja/Oceania grupa II Play-off | 6 lutego – 10 lutego 2018 Madinat Isa, Bahrajn    | Singapur (2:1)  | Twarda        | Steffi Carruthers | Charmaine Shi Yi Seah Stefanie Tan           | Zwycięstwo         | 6:1, 6:1      |
| 2019 | Azja/Oceania Grupa I           | 6 lutego – 9 lutego 2019 Nur-Sułtan, Kazachstan   | Chiny (0:3)     | Twarda (hala) | Steffi Carruthers | Xu Yifan Zheng Saisai                        | Porażka            | 6:3, 3:6, 4:6 |
| 2019 | Azja/Oceania Grupa I           | 6 lutego – 9 lutego 2019 Nur-Sułtan, Kazachstan   | Indonezja (0:3) | Twarda (hala) | Steffi Carruthers | Deria Nur Haliza Jessy Rompies               | Porażka            | 4:6, 4:6      |